# Cantaridă

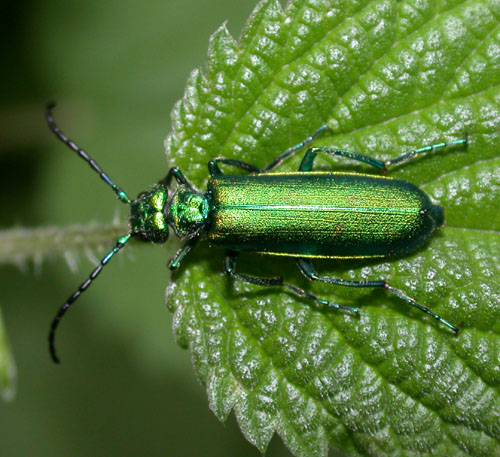
Gândacul de frasin (Lytta vesicatoria)

Cantarida (Lytta vesicatoria), (franceză: cantharide, latină: cantharis), sau musca spaniolă (engleză: spanish fly), gândac de frasin, gândacul frasinului, cățel de frasin, cățelul frasinului, este o insectă din ordinul coleopterelor.
Cantarida este o insectă răspândită în Europa mediteraneană și temperată, dar care apare și în Asia. Gândacul se întâlnește relativ frecvent în România acolo unde cresc frasini, fiind cunoscut de secole în țară. 
Ca adult poate fi de 1,5 … 2,3 cm lungime,  0,5 ...0,8 cm lățime, având culoarea și desenul elitrelor (aripioarele tari) în funcție de proveniență. Cele din Europa sau din Asia Occidentală sunt verzi sau verzi-aurii, iar cele din Asia Centrală pot fi roșu-arămiu bordurate cu roșu.
Gândacul este foarte dăunător producând defolierea aproape totală la unele specii de Oleaceae ca frasin, mojdrean, lemn câinesc, liliac, caprifoi, precum și la plop sau la mesteacăn. Prezența poate fi ușor recunoscută prin mirosul greu și pătrunzător degajat de către secrețiile acestora. Are un ciclu de viață scurt, de numai un an.

## Cantaridina
Din gândacul de frasin este extrasă cantaridina o substanță folosită în medicina veterinară, industria farmaceutică (stimulent pentru creșterea părului), homeopatie, în scopuri terapeutice, precum și ca un puternic afrodiziac. 